# مايك ريتش
مايك ريتش (بالإنجليزية: Mike Rich)‏ هو كاتب سيناريو أمريكي، ولد في 1959 في إنتربرايز في الولايات المتحدة.
التحق بجامعة أوريغون، و بعد تخرجه من كلية الأعمال ، بدأ مسيرته الإعلامية كمراسل براديو بورتلاند. حازسنة 1998، على جائزة nicholl fellowship  عن  أول أفلامه Finding Forrester . 

## وصلات خارجية
- مايك ريتش على موقع IMDb (الإنجليزية)
- مايك ريتش على موقع قاعدة بيانات الفيلم (الإنجليزية)